# Kumara plicatilis
Kumara plicatilis (L.) G.D.Rowley è una pianta succulenta della famiglia delle Asphodelaceae, endemica del Sudafrica.

## Descrizione

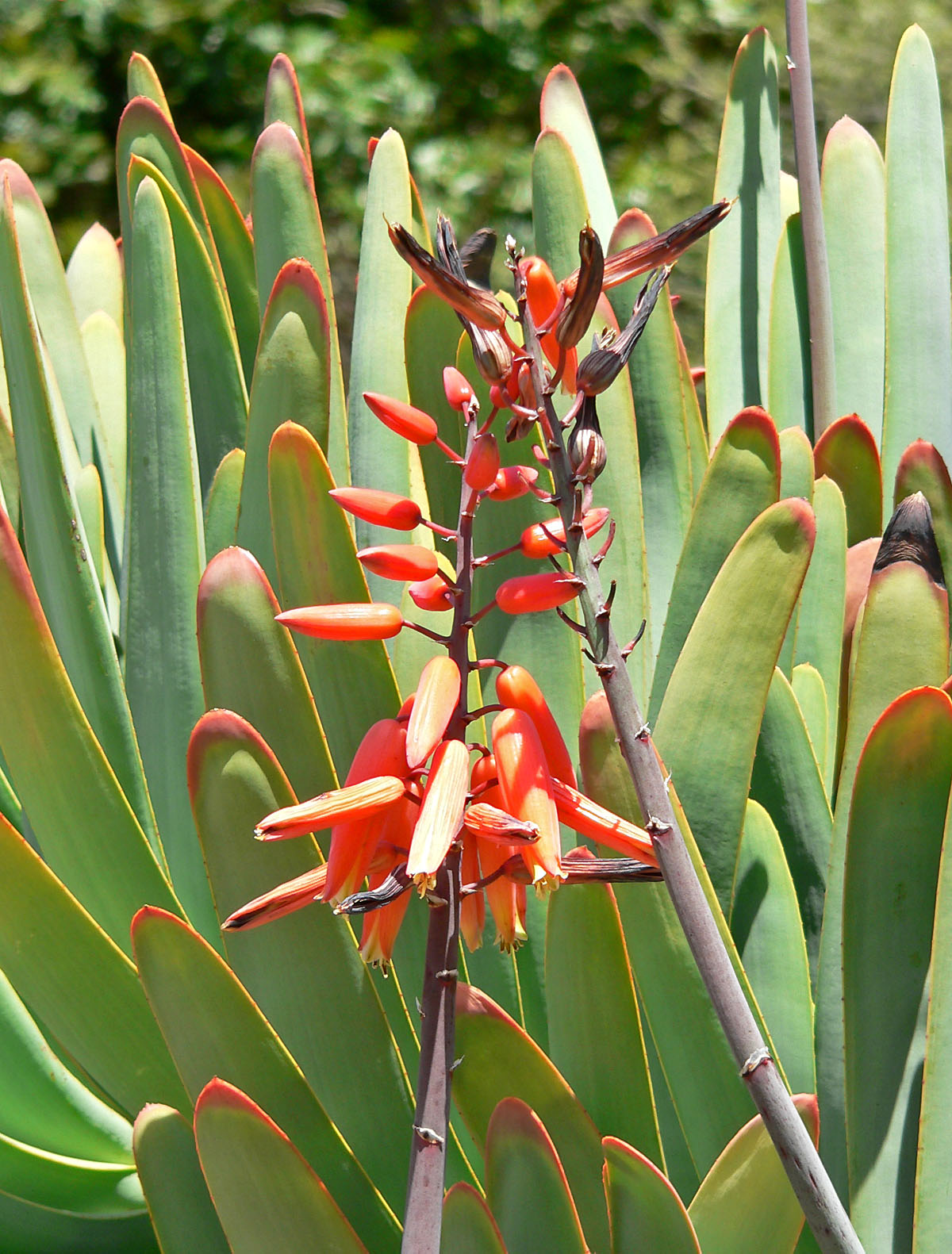
Foglie ed infiorescenza

Ha portamento arbustivo o di piccolo albero dal fusto legnoso, che può raggiungere i 3–5 m di altezza.
Le ramificazioni terminano con un gruppo di foglie carnose, lunghe sino a 30 cm e larghe 3–4 cm, di colore grigio-verdastro con margine non dentato, tranne che nella parte superiore.
Le infiorescenze hanno forma di racemi cilindrici, comprendenti circa 30 fiori tubulari di 5 cm di lunghezza, di colore rosso.

## Distribuzione e habitat
L'areale di Kumara plicatilis è ristretto ad una piccola regione montuosa della provincia del Capo occidentale, tra le città di Franschhoek e Elandskloof.
Cresce in associazione con Protea spp., Erica spp. e altre essenze tipiche del fynbos.